# Tommy (film)
Tommy je filmový muzikál z roku 1975 inspirovaný rockovou operou Tommy z roku 1969 skupiny The Who. Byl režírován Kenem Russellem a objevilo se v něm mnoho známých hvězd, včetně členů kapely samotných (nejvýznamněji zpěvák Roger Daltrey, který hrál titulní roli). Dále v něm hráli například Ann-Margret, Oliver Reed, Eric Clapton, Tina Turner, Elton John nebo Jack Nicholson.
Ann-Margret za svůj výkon obdržela Zlatý glóbus a byla nominována na Oscara za nejlepší ženský herecký výkon v hlavní roli. Také Pete Townshend byl nominován na Oscara za hudbu a její filmovou úpravu. V roce 1975 byl film promítán na filmovém festivalu v Cannes a vyhrál cenu Rock Movie of the Year v prvním ročníku Rock Music Awards.